# マウント・オリンパス (揚陸指揮艦)
マウント・オリンパス (USS Mount Olympus, AGC-8)は、アメリカ海軍の揚陸指揮艦。マウント・マッキンリー級揚陸指揮艦の2番艦であり、艦名はワシントン州に聳えるオリンパス山に因む。第二次世界大戦で活躍した。

## 艦歴

### 第二次世界大戦
マウント・オリンパスは1943年8月3日、ノースカロライナ州ウィルミントンのノースカロライナ造船社で起工される。同年10月3日に輸送船エクリプス（Eclipse）としてW・C・パーク夫人に命名され進水したが、12月27日にマウント・オリンパスと改名された。揚陸指揮艦への転換後の1944年5月24日、マサチューセッツ州ボストンでジョン・ヘンリー・シュルツ大佐指揮のもと就役。
7月上旬に東海岸を離れ、パナマ運河を通過して7月23日にハワイに到着した。8月29日、第3水陸両用部隊指揮官を乗せてハワイを発つ。10月20日にレイテ湾に到着し、侵攻軍の洋上司令部として機能した。上陸部隊は絶え間ない航空攻撃に晒されていたが、レイテ沖海戦の米軍の勝利によって生存は確約された。

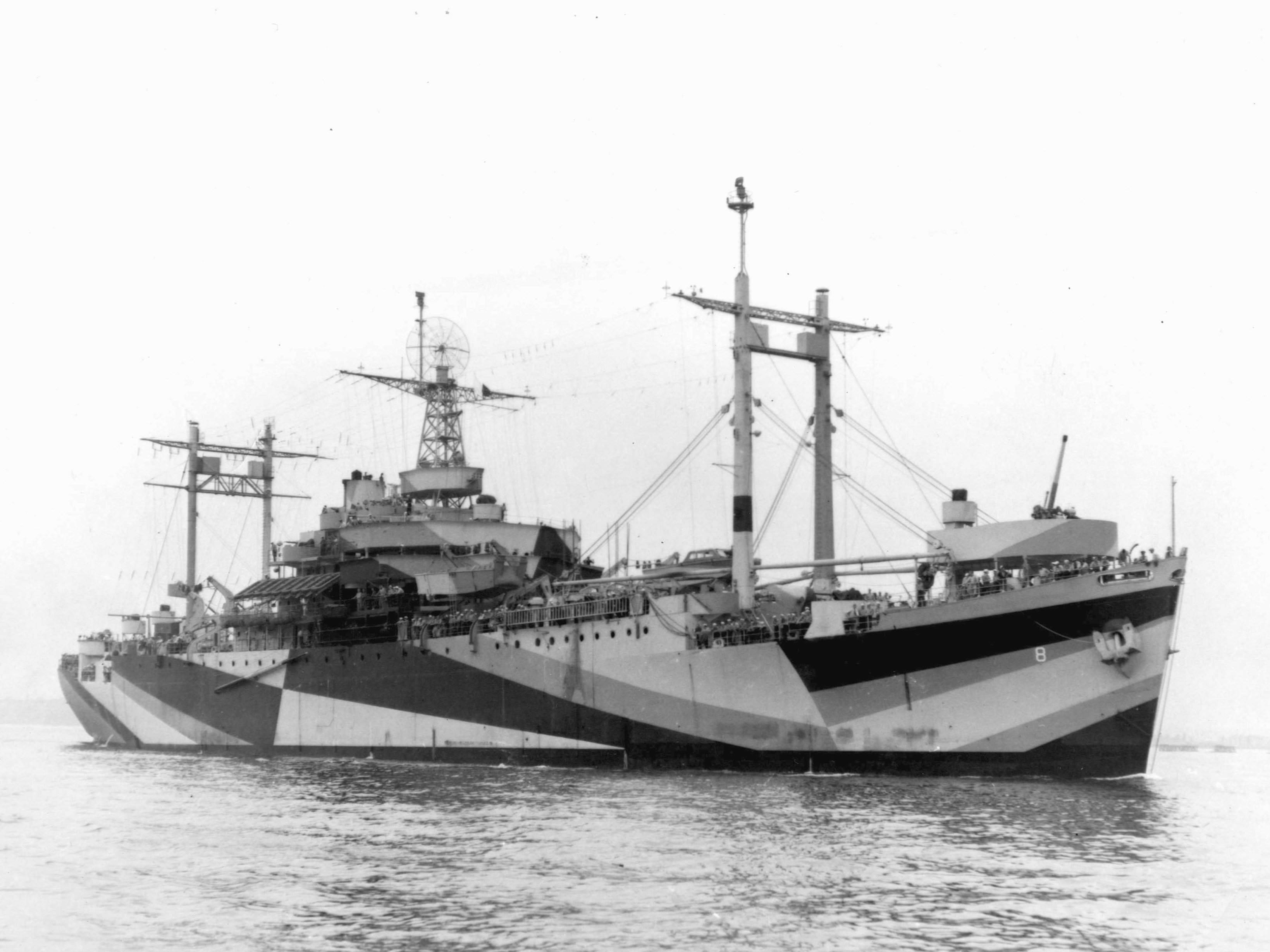
ダズル迷彩を施されたマウント・オリンパス、1944年6月撮影

10月26日にレイテを発ち、ペリリュー島を経由してニューギニアのホーランディアに向かう。再度のフィリピン攻撃の準備に従事し、フォン湾での演習後の12月31日にアドミラルティ諸島のマヌス島を出撃。1945年1月9日からのリンガエン湾作戦に参加し、11日に同湾を離れた。ウルシー環礁でハワイへ飛ぶ第3水陸両用部隊司令官を下ろし、2月11日にサンフランシスコに入港してオーバーホールを実施。4月22日にハワイ、グアム方面へ出航した。
7月6日にグアムに着く。マニラへと航海中に給油艦ミリコマと衝突。レイテ島のサンペドロ湾まで護衛され、そこで工作艦エイジャックスによる補修を受けた。補修後の8月3日にマニラに到着した。終戦直後の9月1日、横浜へ向かう陸軍第1騎兵師団と共に東京湾に到着。フィリピンや他地域を占領していた米兵を日本に移動させる任務に8ヶ月間携わる。そして1946年5月28日、上海を発って太平洋を渡り、サンフランシスコ、パナマ運河を経由して7月7日にニューヨークに帰還した。

### 戦後
9月、海軍の南極探査プロジェクトであるハイジャンプ作戦旗艦となった。12月2日、ノーフォーク海軍基地を出航してパナマ運河を通過、太平洋グループと会合する。1947年1月16日、中央グループと共にホエールズ湾に到着。2月11日にグループを離脱し、4月17日にノーフォークに帰投。第2水陸両用群旗艦となり、カリブ海や東海岸沿岸で訓練を行った。1951年6月21日には在東大西洋・地中海米海軍最高司令官/在南欧米海軍最高司令官(CINCNELM/CINCSOUTH)の一時的な旗艦となった。
旗艦任務を同級の揚陸指揮艦アディロンダックに譲り、同年8月にノーフォークに帰港。第2水陸両用群旗艦として、1952年8月から12月にかけて北欧や地中海でのNATOの海軍演習メインブレイス演習やロングス演習に参加した。
12月から1953年3月にかけてノーフォークでオーバーホールを受け、ヘリコプターデッキが追加される。パナマ運河を経由して1月23日にサンディエゴに到着。
2月にワシントン州沖合で行われた「サーフボード」演習に参加。遠距離早期警戒線（DEWライン）プロジェクト572の一環として北極海に進出。しかしアラスカ州ポイント・バロー（バロー岬）からポイント・ホープに向かう途中、氷で閉じ込められてしまった。砕氷船バートン・アイランドによって救出されたが、構造隔壁にダメージを受けたため、ポイント・ホープにて修理救難艦カレントによる修理を受ける。9月29日にサンディエゴに帰港。1955年10月31日に不活性化処分のためにメア・アイランド海軍造船所に向かった。
1956年4月4日に退役し、1961年6月1日に米艦籍から削除された。1966年6月に連邦海事局に移管され、カリフォルニア州サスーン湾に国防予備船隊の1隻として留まっていた。1973年にスクラップ処分された。
従軍星章を2個受章した。

## 参考
- この記事はアメリカ合衆国政府の著作物であるDictionary of American Naval Fighting Shipsに由来する文章を含んでいます。 記事はここで閲覧できます。